# Powellinia sabura
Powellinia sabura là một loài bướm đêm trong họ Noctuidae.